# Mariana Carlota de Verna Magalhães Coutinho
Mariana Carlota de Verna Magalhães Coutinho, grevinnan de Belmonte, född 1779, död 17 oktober 1855, var en brasiliansk hovfunktionär.
Hon var anställd som guvernant för den senare kejsar Peter II av Brasilien under hans barndom. När Peter II gifte sig 1843, utnämndes hon som första hovdam åt kejsarinnan, Theresa Christina av Bägge Sicilierna. 